# Prova d'innocenza (film 1984)
Prova d'innocenza (Ordeal by Innocence) è un film del 1984 diretto da Desmond Davis.
La pellicola, con protagonisti Donald Sutherland, Christopher Plummer e Sarah Miles, è l'adattamento cinematografico del romanzo del 1958 Le due verità (Ordeal by innocence) di Agatha Christie.

## Trama
Il professor Calgary scopre con ritardo di avere in mano le prove dell'innocenza di un giovane nel frattempo impiccato per matricidio. Decide di riabilitarne la memoria, scontrandosi però con la sorprendente opposizione di familiari e polizia: la ricerca della verità costa cara.